# Liste des œuvres de Christian Jacq
Cette liste donne une présentation des publications de Christian Jacq, classées par catégories.

## Romans
- La Prodigieuse Aventure du Lama Dancing. Monaco : Éd. du Rocher, coll. « Roman-miroir », 1982, 203 p.  (ISBN 2-268-00140-7)
- Le Moine et le Vénérable. Paris : Robert Laffont, 1985, 241 p.  (ISBN 2-221-07528-5)
- L'Empire du pape blanc. Paris : Garancière, coll. « Aventures fantastiques », 1986, 209 p.  (ISBN 2-7340-0136-5)
- Barrage sur le Nil. Paris : Robert Laffont, coll. « Best-sellers », 1994, 412 p.  (ISBN 2-221-07999-X)

## Romans historiques

### SérieLe Juge d'Égypte
- Tome 1 : La Pyramide assassinée. Paris : Plon, 1993, 402 p.  (ISBN 2-259-02566-8)
- Tome 2 : La Loi du désert. Paris : Plon, 1993, 419 p.  (ISBN 2-259-00255-2)
- Tome 3 : La Justice du vizir. Paris : Plon, 1994, 379 p.  (ISBN 2-259-00403-2)

### SérieRamsès
- Tome 1 : Le Fils de la lumière. Paris : Robert Laffont, 1995, 389 p.  (ISBN 2-221-08153-6)
- Tome 2 : Le Temple des millions d'années. Paris : Robert Laffont, 1996, 379 p.  (ISBN 2-221-08154-4)
- Tome 3 : La Bataille de Kadesh. Paris : Robert Laffont, 1996, 384 p.  (ISBN 2-221-08155-2)
- Tome 4 : La Dame d'Abou Simbel. Paris : Robert Laffont, 1996, 396 p.  (ISBN 2-221-08156-0)
- Tome 5 : Sous l'acacia d'Occident. Paris : Robert Laffont, 1996, 374 p.  (ISBN 2-221-08157-9)

### SérieLa Pierre de lumière
- Tome 1 : Néfer le silencieux. Paris : XO éditions, 2000.  (ISBN 2-84563-001-8) 2 volumes vendus ensemble :
  - Néfer le silencieux. 420 p.
  - La Vie quotidienne dans la place de Vérité. 61 p.
- Tome 2 : La Femme sage, XO éditions, Paris, 2000. 485 p., 24 cm.  (ISBN 2-84563-002-6)
- Tome 3 : Paneb l'ardent. Paris : XO éditions, 2000. 477 p.  (ISBN 2-84563-003-4)
- Tome 4 : La Place de vérité. Paris : XO éditions, 2000. 457 p.  (ISBN 2-84563-004-2)

### SérieLa Reine Liberté
- Tome 1 : L'Empire des ténèbres. Paris : XO éditions, 2001, 341 p.  (ISBN 2-84563-024-7)
- Tome 2 : La Guerre des couronnes. Paris : XO éditions, 2002, 343 p.  (ISBN 2-84563-025-5)
- Tome 3 : L'Épée flamboyante. Paris : XO éditions, 2002, 332 p.  (ISBN 2-84563-026-3)

### SérieLes Mystères d'Osiris
- Tome 1 : L'Arbre de vie. Paris : XO éditions, 2003, 446 p.  (ISBN 2-84563-175-8)
- Tome 2 : La Conspiration du mal. Paris : XO éditions, 2003, 416 p.  (ISBN 2-84563-112-X)
- Tome 3 : Le Chemin de feu. Paris : XO éditions, 2004, 416 p.  (ISBN 2-84563-113-8)
- Tome 4 : Le Grand Secret. Paris : XO éditions, 2004, 446 p.  (ISBN 2-84563-175-8)

### SérieMozart
- Tome 1 : Le Grand Magicien. Paris : XO éditions, 2006, 392 p.  (ISBN 2-84563-270-3)
- Tome 2 : Le Fils de la lumière. Paris : XO éditions, 2006
- Tome 3 : Le Frère du feu. Paris : XO éditions, 2006
- Tome 4 : L'Aimé d'Isis. Paris : XO éditions, 2006

### SérieLa Vengeance des Dieux
- Tome 1 : Chasse à l'homme. Paris : XO éditions, 2006, 368 p.  (ISBN 2-84563-316-5)
- Tome 2 : La Divine Adoratrice. Paris : XO éditions, 2007, 352 p.  (ISBN 2-84563-317-3)

### SérieEt l'Égypte s'éveilla
- Tome 1 : La Guerre des clans. Paris : XO éditions, 2010, 384 p.  (ISBN 2845634862)
- Tome 2 : Le Feu du Scorpion. Paris : XO éditions, 2010, 400 p.  (ISBN 2845634870)
- Tome 3 : L'Œil du Faucon. Paris : XO éditions, 2011, 416 p.  (ISBN 2845634986)

### SérieLes Enquêtes de Setna
- Tome 1 : La Tombe maudite. Paris : XO éditions, 2014, 288 p.  (ISBN 978-2-84563-735-1)
- Tome 2 : Le Livre interdit. Paris : XO Éditions, 2015, 268 p.  (ISBN 978-2-84563-737-5)
- Tome 3 : Le Voleur d’âmes. Paris : XO Éditions, 2015, 279 p.  (ISBN 978-2-84563-738-2)
- Tome 4 : Le Duel des mages. Paris : XO Éditions, 2015, 264 p.  (ISBN 978-2-84563-739-9)

### Autres romans historiques (hors sagas)
- Champollion l'Égyptien. Monaco : Éd. du Rocher, 1987, 427 p.  (ISBN 2-268-00521-6). Réédition J. Éditions, 2013.  (ISBN 979-10-90278-42-4)
- La Reine Soleil : l'aimée de Toutânkhamon. Paris : Julliard, 1988, 431 p.  (ISBN 2-260-00560-8)
- Maître Hiram et le roi Salomon. Monaco : Éd. du Rocher, 1989.  (ISBN 978-2268008134). Réédition XO éditions, 2002.  (ISBN 978-2845631168)
- Pour l'amour de Philæ. Paris : Grasset, 1990, 334 p.  (ISBN 2-246-42391-0)
- L'Affaire Toutânkhamon. Paris : Grasset, 1992, 453 p.  (ISBN 2-246-45151-5)
- Toutânkhamon, l'ultime secret. Paris : XO éditions, 2008, 416 p.  (ISBN 2-84563-361-0). Rééd. Paris : XO éditions, 03/2019, 413 p.  (ISBN 978-2-37448-144-9)
- Le Pharaon noir. Paris : Robert Laffont, 1997, 359 p.  (ISBN 2-221-08625-2)
- Imhotep, l’inventeur de l’éternité. Paris : XO éditions, 2010, 528 p.  (ISBN 9782845634275)
- Le Dernier Rêve de Cléopâtre. Paris : XO éditions, 2012, 418 p.  (ISBN 9782845635739)
- Néfertiti, l'ombre du soleil. Paris : XO éditions, 2013, 374 p.  (ISBN 9782845636194)
- J'ai construit la grande pyramide. Paris : XO éditions, 2015, 374 p.  (ISBN 978-2-84563-817-4)
- Pharaon : mon royaume est de ce monde. Paris : XO éditions, 10/2018, 557 p.  (ISBN 978-2-37448-102-9)
- Horemheb, le retour de la lumière. Paris : XO éditions, 10/2019, 422 p.  (ISBN 978-2-37448-165-4)
- Égypte, l'ultime espoir : la vie héroïque du grand prêtre Pétosiris. Paris : XO éditions, 10/2020, 357 p.  (ISBN 978-2-37448-228-6)
- Le grand voyant d'Héliopolis. Paris : XO éditions, à paraître le 10/2025, ... p.  (ISBN 978-2-37448-917-9)

## Romans policiers

### Œuvres signées J. B. Livingstone

#### SérieLes Dossiers de Scotland Yard
Les premières éditions sont parues aux Éditions du Rocher sans numérotation. La collection a été rééditée avec des numéros et au format de poche aux Éditions Gérard de Villiers, puis aux Éditions de la Sentinelle. Parmi les 44 volumes de la première série, une vingtaine a été écrite avec Jean-Paul Bertrand, P.-D.G. des Éditions du Rocher
- Meurtre au British Museum. Monaco : Éd. du Rocher, 1984.  (ISBN 2-268-00310-8)
- Le Secret des Mac Gordon. Monaco : Éd. du Rocher, 1985.  (ISBN 2-268-00348-5)
- Crime à Lindenbourne. Monaco : Éd. du Rocher, 1985.  (ISBN 2-268-00389-2)
- L'Assassin de la Tour de Londres. Monaco : Éd. du Rocher, 1986, 231 p.  (ISBN 2-268-00426-0)
- Les Trois Crimes de Noël. Monaco : Éd. du Rocher, 1986, 223 p.  (ISBN 2-268-00487-2)
- Meurtre à Cambridge. Monaco : Éd. du Rocher, 1987, 236 p.  (ISBN 2-268-00542-9)
- Meurtre chez les druides. Monaco : Éd. du Rocher, 1987, 224 p.  (ISBN 2-268-00601-8)
- Meurtre à quatre mains. Monaco : Éd. du Rocher, 1988, 247 p.  (ISBN 2-268-00647-6)
- Le Mystère de Kensington. Monaco : Éd. du Rocher, 1988, 233 p.  (ISBN 2-268-00692-1)
- Qui a tué Sir Charles ?. Monaco : Éd. du Rocher, 1989, 215 p.  (ISBN 2-268-00743-X)
- Meurtres au Touquet. Monaco : Éd. du Rocher, 1989, 224 p.  (ISBN 2-268-00794-4)
- Le Retour de Jack l'Éventreur. Monaco : Éd. du Rocher, 1989.  (ISBN 2-268-00836-3)
- Meurtre chez un éditeur. Monaco : Éd. du Rocher, 1990, 244 p.  (ISBN 2-268-00910-6)
- Higgins mène l'enquête. Monaco : Éd. du Rocher, 1990.  (ISBN 2-268-00955-6)
- Meurtre dans le vieux Nice. Monaco : Éd. du Rocher, 1990, 234 p.  (ISBN 2-268-00956-4)
- Quatre femmes pour un meurtre. Monaco : Éd. du Rocher, 1990, 239 p.  (ISBN 2-268-01048-1)
- Noces mortelles à Aix-en-Provence. Monaco : Éd. du Rocher, 1991, 189 p.  (ISBN 2-268-01175-5)
- Meurtre sur invitation. Monaco : Éd. du Rocher, 1991, 233 p.  (ISBN 2-268-01130-5)
- Les Disparus du Loch Ness. Monaco : Éd. du Rocher, 1991, 199 p.  (ISBN 2-268-01226-3)
- Le Secret de la chambre noire. Monaco : Éd. du Rocher, 1991.  (ISBN 2-268-01081-3)
- L'Assassinat du roi Arthur. Monaco : Éd. du Rocher, 1992, 195 p.  (ISBN 2-268-01295-6)
- Balle mortelle à Wimbledon. Monaco : Éd. du Rocher, 1992, 199 p.  (ISBN 2-268-01352-9)
- Crime au festival de Cannes. Monaco : Éd. du Rocher, 1992, 198 p.  (ISBN 2-268-01317-0)
- L'Horloger de Buckingham. Monaco : Éd. du Rocher, 1992, 216 p.  (ISBN 2-268-01386-3)
- Qui a tué l'astrologue ? : Éd. du Rocher, 1993  (ISBN 2-268-01429-0)
- La Jeune Fille et la mort. Monaco : Éd. du Rocher, 1993, 225 p.  (ISBN 2-268-01495-9)
- La Malédiction du Templier, Éditions du Rocher, Monaco, 1993.  (ISBN 2-268-01533-5)
- Crime printanier, Éditions du Rocher, Monaco, 1993.  (ISBN 2-268-01626-9)
- Timbre mortel, Éditions du Rocher, Monaco, 1994. 227 p., 23 cm.  (ISBN 2-268-01777-X)
- Higgins contre Scotland Yard, Éditions du Rocher, Monaco, 1994. 218 p., 23 cm.  (ISBN 2-268-01822-9)
- Meurtre dans la City, Éditions du Rocher, Monaco, 1994. 209 p., 23 cm.  (ISBN 2-268-01849-0)
- Le Crime d'Ivanhoé, Éditions du Rocher, Monaco, 1995. 202 p., 23 cm.  (ISBN 2-268-01899-7)
- Un parfait témoin, Éditions du Rocher, Monaco, 1995. 187 p., 23 cm.  (ISBN 2-268-02001-0)
- Meurtre sur canapé, Éditions du Rocher, Monaco, 1995. 189 p., 23 cm.  (ISBN 2-268-02057-6)
- L'Assassin du golf, Éditions du Rocher, Monaco, 1995. 236 p., 23 cm.  (ISBN 2-268-02123-8)
- Mourir pour la couronne, Éditions du Rocher, Monaco, 1996. 202 p., 23 cm.  (ISBN 2-268-02187-4)
- Un cadavre sans importance. Monaco : Éd. du Rocher, 1996, 221 p.  (ISBN 2-268-02292-7)
- Meurtre à Canterbury, Éditions du Rocher, Monaco, 1996. 219 p., 23 cm.  (ISBN 2-268-02340-0)
- Le Cercle des assassins, Éditions du Rocher, Monaco, 1996. 211 p., 23 cm.  (ISBN 2-268-02420-2)
- Fenêtre sur crime. Monaco : Éd. du Rocher, 1997, 211 p.  (ISBN 2-268-02479-2)
- Meurtre à l'indienne. Monaco : Éd. du Rocher, 1997, 213 p.  (ISBN 2-268-02585-3)
- Crimes souterrains. Monaco : Éd. du Rocher, 1997, 221 p.  (ISBN 2-268-02616-7)
- L'Affaire Julius Fogg. Monaco : Éd. du Rocher, 1997, 205 p.  (ISBN 2-268-02702-3)
- Crime à Oxford. Monaco : Éd. du Rocher, 1997, 219 p.  (ISBN 2-268-02765-1)

### Œuvres signées Christian Jacq
- Le Procès de la momie. Paris : XO éditions, 2008, 416 p., 24 cm.  (ISBN 9782845633988)
- Sphinx. Paris : XO Éditions, 2016, 386 p.  (ISBN 978-2-84563-917-1)
- Urgence absolue. Paris : XO Éditions, 2017, 440 p.  (ISBN 978-2-37448-021-3)

#### SérieLes Enquêtes de l'inspecteur Higgins
En novembre 2011, Christian Jacq débute la réédition de ses romans sous le titre général de Les Enquêtes de l'Inspecteur Higgins. Ces livres sont signés « Christian Jacq » et édités par J. Éditions. Sur quatre livres édités chaque année, deux sont des rééditions (avec mise à jour voir complétée par l'auteur) et deux sont des inédits. Fin 2016, la série reparaît en coédition avec XO Éditions.
1. Le Crime de la momie. Paris : J. Éditions, 2011, 263 p.  (ISBN 979-10-90278-01-1) (réédition de Meurtre au British Museum)
2. L'Assassin de la Tour de Londres. Paris : J. Éditions, 2011, 279 p.  (ISBN 979-10-90278-00-4) (réédition)
3. Les Trois Crimes de Noël. Paris : J. Éditions, 2011, 253 p.  (ISBN 979-10-90278-02-8) (réédition). Rééd. Blonay : J. Éditions, 2015, 253 p.  (ISBN 978-2-940544-11-0). Rééd. XO Éditions - J. Éditions, 11/2020, 254 p.  (ISBN 978-2-37448-299-6)
4. Le Profil de l'assassin. Paris : J. Éditions, 2011, 280 p.  (ISBN 979-10-90278-03-5) (inédit). Rééd. Blonay : J. Éditions, 2015, 280 p.  (ISBN 978-2-940544-21-9). Rééd. XO Éditions - J. Éditions, 07/2020, 249 p.  (ISBN 978-2-37448-249-1)
5. Meurtre sur invitation. Paris : J. Éditions, 2012, 228 p.  (ISBN 979-10-90278-16-5) (réédition). Rééd. XO Éditions - J. Éditions, 07/2020, 217 p.  (ISBN 978-2-37448-250-7)
6. Crime Academy. Paris : J. Éditions, 2012, 215 p.  (ISBN 979-10-90278-21-9) (inédit)
7. L'Énigme du pendu. Paris : J. Éditions, 2012, 232 p.  (ISBN 979-10-90278-28-8) (rééd. de Higgins mène l'enquête)
8. Mourir pour Léonard. Paris : J. Éditions, 2013, 222 p.  (ISBN 979-10-90278-30-1) (inédit)
9. Qui a tué l'astrologue ?. Paris : J. Éditions, 2013, 212 p.  (ISBN 979-10-90278-38-7) (réédition)
10. Le Crime de Confucius. Paris : J. Éditions, 2013, 214 p.  (ISBN 979-10-90278-44-8) (inédit)
11. Le Secret des Mac Gordon. Paris : J. Éditions, 2013, 215 p.  (ISBN 979-10-90278-46-2) (réédition)
12. L'Assassin du pôle nord. Paris : J. Éditions, 2014, 214 p.  (ISBN 979-10-90278-50-9) (inédit)
13. La Disparue de Cambridge. Paris : J. Éditions, 2014, 230 p.  (ISBN 979-10-90278-54-7) (rééd. de Meurtre à Cambridge)
14. La Vengeance d'Anubis. Paris : J. Éditions, 2014, 232 p.  (ISBN 978-29-40544-00-4) (inédit)
15. L'Assassinat de Don Juan. Paris : J. Éditions, 2014, 199 p.  (ISBN 978-29-40544-05-9) (inédit)
16. Crime dans la vallée des rois. Blonay : J. Éditions, 2015, 211 p.  (ISBN 978-2-940544-09-7) (inédit)
17. Un assassin au Touquet. Blonay : J. Éditions, 2015, 240 p.  (ISBN 978-2-940544-13-4) (rééd. de Meurtres au Touquet)
18. Le Crime du Sphinx. Blonay : J. Éditions, 2015, 211 p.  (ISBN 978-2-940544-07-3) (inédit)
19. Le Tueur du vendredi 13. Blonay : J. Éditions, 2015, 208 p.  (ISBN 978-2-940544-17-2) (inédit)
20. Justice est faite. Blonay : J. Éditions, 2016, 220 p.  (ISBN 978-2-940544-15-8) (inédit)
21. Assassinat chez les druides. Blonay : J. Éditions, 2016, 227 p.  (ISBN 978-2-940544-22-6) (rééd. de Meurtre chez les druides)
22. La Malédiction de Toutânkhamon, coéd. XO Éditions - J. Éditions, 09/2016, 224 p.  (ISBN 978-2-84563-885-3) (inédit)
23. L'École du crime, coéd. XO Éditions - J. Éditions, 01/2017, 224 p.  (ISBN 978-2-84563-957-7) (inédit)
24. Le Démon de Kensington, coéd. XO Éditions - J. Éditions, 04/2017, 224 p.  (ISBN 978-2-84563-979-9) (rééd. du Mystère de Kensington)
25. L'Aiguille de Cléopâtre, coéd. XO Éditions - J. Éditions, 06/2017, 224 p. (hors commerce, inédit). Rééd. 09/2017.  (ISBN 978-2-37448-024-4)
26. Brexit oblige, coéd. XO Éditions - J. Éditions, 09/2017, 224 p.  (ISBN 978-2-37448-004-6) (inédit)
27. Crime sur le lac Léman, coéd. XO Éditions - J. Éditions, 01/2018, 224 p.  (ISBN 978-2-37448-046-6) (inédit)
28. Comédien, assassin ?, coéd. XO Éditions - J. Éditions, 04/2018, 224 p.  (ISBN 978-2-37448-059-6) (rééd  de Qui a tué sir Charles?)
29. Sauvez la reine !, coéd. XO Éditions - J. Éditions, 06/2018, 240 p.  (ISBN 978-2-37448-064-0) (inédit)
30. L'Énigme XXL, coéd. XO Éditions - J. Éditions, 09/2018, 240 p.  (ISBN 978-2-37448-096-1) (inédit)
31. Le Marchand de sable, coéd. XO Éditions - J. Éditions, 01/2019, 239 p.  (ISBN 978-2-37448-127-2) (inédit)
32. Jack l'Éventreur, le retour, coéd. XO Éditions - J. Éditions, 03/2019, 239 p.  (ISBN 978-2-37448-139-5) (rééd  de Le Retour de Jack l'Éventreur)
33. Un crime pour l'éternité, coéd. XO Éditions - J. Éditions, 05/2019, 239 p.  (ISBN 978-2-37448-158-6) (inédit)
34. Les Sept merveilles du crime, coéd. XO Éditions - J. Éditions, 10/2019, 134 p.  (ISBN 978-2-37448-168-5) (inédit)
35. Crime niçois, coéd. XO Éditions - J. Éditions, 01/2020, 238 p.  (ISBN 978-2-37448-202-6) (rééd. de Meurtre dans le vieux Nice)
36. L'Empreinte carbone, coéd. XO Éditions - J. Éditions, 03/2020, 193 p.  (ISBN 978-2-37448-211-8) (inédit)
37. Que le diable l'emporte !, coéd. XO Éditions - J. Éditions, 09/2020, 179 p.  (ISBN 978-2-37448-266-8) (inédit)
38. L'Ennemi invisible, coéd. XO Éditions - J. Éditions, 01/2021, 179 p.  (ISBN 978-2-37448-235-4) (inédit)
39. Le Monstre du loch Ness, coéd. XO Éditions - J. Éditions, 03/2021, 241 p.  (ISBN 978-2-37448-308-5) (rééd. de Les disparus du Loch Ness)
40. Le crime d'une nuit d'été, coéd. XO Éditions - J. Éditions, 05/2021, 209 p.  (ISBN 978-2-37448-310-8) (inédit)
41. Le masque de l'assassin, coéd. XO Éditions - J. Éditions, 09/2021, 195 p.  (ISBN 978-2-37448-312-2) (inédit)
42. Le noël de l'assassin, coéd. XO Éditions - J. Éditions, 11/2021, 232 p.  (ISBN 978-2-37448-376-4) (rééd. de Crime à Oxford)
43. Drones, les ailes du crime, coéd. XO Éditions - J. Éditions, 01/2022, 215 p.  (ISBN 978-2-37448-420-4) (inédit)
44. La couronne du crime, coéd. XO Éditions - J. Éditions, 03/2022, 203 p.  (ISBN 978-2-37448-436-5) (rééd. de Mourir pour la couronne)
45. Crime bordelais, coéd. XO Éditions - J. Éditions, 06/2022, 189 p.  (ISBN 978-2-37448-460-0) (inédit)
46. La messe de l'assassin, coéd. XO Éditions - J. Éditions, 09/2022, 224 p.  (ISBN 978-2-37448-479-2) (inédit)
47. L'assassin augmenté, coéd. XO Éditions - J. Éditions, 01/2023, 198 p.  (ISBN 978-2-37448-512-6) (inédit)
48. Le mystère de la chambre noire, coéd. XO Éditions - J. Éditions, 03/2023, 219 p.  (ISBN 978-2-37448-514-0) (rééd. de Le secret de la chambre noire)
49. Les larmes d'Isis, coéd. XO Éditions - J. Éditions, 06/2023, 201 p.  (ISBN 978-2-37448-516-4) (inédit)
50. La Dame à la licorne, coéd. XO Éditions - J. Éditions, 09/2023, 179 p.  (ISBN 978-2-37448-518-8) (inédit)
51. Crime connecté, coéd. XO Éditions - J. Éditions, 01/2024, 189 p.  (ISBN 978-2-37448-602-4) (inédit)
52. Crime à quatre mains, coéd. XO Éditions - J. Éditions, 03/2024, 237 p.  (ISBN 978-2-37448-605-5) (rééd. de Meurtre à quatre mains)
53. Crime à l’italienne, coéd. XO Éditions - J. Éditions, 06/2024, 189 p.  (ISBN 978-2-37448-608-6) (inédit)
54. Murder Society, coéd. XO Éditions - J. Éditions, 09/2024, 173 p.  (ISBN 978-2-37448-611-6) (inédit)
55. La mémoire de l’eau, coéd. XO Éditions - J. Éditions, 01/2025, 196 p.  (ISBN 978-2-37448-888-2) (inédit)
56. Palme criminelle à Cannes, coéd. XO Éditions - J. Éditions, 04/2025, 231 p.  (ISBN 978-2-37448-905-6) (rééd. de  Crime au festival de Cannes)
57. Le yoga de l'assassin, coéd. XO Éditions - J. Éditions, 06/2025, 173 p.  (ISBN 978-2-37448-918-6) (inédit)
58. Parfum de crime, coéd. XO Éditions - J. Éditions, à paraître le 09/2025, ... p.  (ISBN 978-2-37448-947-6) (inédit)

### Œuvres signées Christopher Carter

#### SérieLes Enquêtes de lord PercivalouUne enquête de lord Percival
- Le Dernier Crime d'Agatha Christie. Paris : Robert Laffont, 1998, 230 p.  (ISBN 2-221-08782-8)
- Un assassin modèle. Paris : Robert Laffont, 1998, 249 p.  (ISBN 2-221-08906-5)
- Cure mortelle à Abano. Paris : Robert Laffont, 1998, 250 p.  (ISBN 2-221-09068-3)
- Le Cheval du crime. Paris : Robert Laffont, 1998, 258 p.  (ISBN 2-221-08783-6)
- Qui a tué Toutânkhamon ?. Paris : Robert Laffont, 2000, 223 p.  (ISBN 2-221-09236-8)
- Beauté mortelle. Paris : Compagnie 12, 2001, 227 p.  (ISBN 2-903866-71-6)
- Crimes romains. Paris : Compagnie 12, 2002, 250 p.  (ISBN 2-903866-77-5)

### Œuvres signées Célestin Valois

#### SérieBasile le Distrait
1. Faites sauter le pharaon. Paris : Plon, 1980, 213 p.  (ISBN 2-259-00617-5)
2. La Pilule de l'ayatollah. Paris : Plon, 1980, 217 p.  (ISBN 2-259-00618-3)
3. Faillite au Liechtenstein. Paris : Plon, 1980, 223 p.  (ISBN 2-259-00656-6)
4. Vaccin mortel à Bénarès. Paris : Plon, 1980, 222 p.  (ISBN 2-259-00691-4)
5. Djellaba noire à Tanger. Paris : Plon, 1981, 213 p.  (ISBN 2-259-00756-2)

## Nouvelles
Nouvelles dans des collectifs
- La Déesse dans l’arbre
  - dans Histoires d’enfance, publ. par Sol en si = solidarité enfants sida. Paris : Robert Laffont, 1998.  (ISBN 2-221-08892-1). Rééd. Pocket n° 10830, 1999.
  - dans Histoires de…, publ. par France Loisirs. Paris. 2001.  (ISBN 2-7441-4623-4).
- Le Dernier Singe, dans Nouvelles : des mots pour la vie. Paris : Pocket, 2000.  (ISBN 2-266-10636-8). Au profit du Secours populaire français.
  - Reprise dans Histoires de… : neuf nouvelles. Paris : France loisirs, 2001.

Novellas
- Le Bonheur du juste. Paris : Le Grand Livre du mois, coll. « Les Trésors de la littérature », 1999, 73 p.  (ISBN 978-2-702-838-051)
- Que la vie est douce à l’ombre des palmes, Elle, juin 2001.
- Djédi le magicien et les chambres secrètes de la grande pyramide. Paris : Le Grand Livre du mois, 2003, 83 p.  (ISBN 978-2-702-884-836)
- La Naissance d’Anubis ou le crime suprême. Paris : J. Éditions, 2014, 96 p.  (ISBN 978-2-940-544-042)

Recueil de nouvelles
- Que la vie est douce à l'ombre des palmes : dernières nouvelles d'Égypte. Paris : XO éditions, 2005. 259 p.  (ISBN 2-84563-222-3)

## Œuvres pour la jeunesse
- La Fiancée du Nil / ill. Jean-Marc Pau. Paris : Magnard jeunesse, 1996, 168 p. (Les Romans).  (ISBN 2-210-97729-0). Rééd. 2003, 2004.
- Contes et légendes du temps des pyramides / ill. Philippe Roux. Paris : Nathan Jeunesse, 1996, 200 p. (Contes et légendes ; 26).  (ISBN 2-09-282302-7). Rééd. 1999.
- Les Pharaons racontés par Christian Jacq. Paris : Perrin, 1996, 160 p.  (ISBN 2-262-01121-4)
- Ramsès II, fils du soleil. Paris : Hachette Enfants, coll. "Des histoires pour tout savoir", 09/2018, 40 p.  (ISBN 978-2-01-702357-9)

## Ouvrages sur l'Égypte ancienne
- Akhénaton et Néfertiti, le couple solaire. Paris : Robert Laffont, coll. « Les Énigmes de l'univers », 1976, 251 p.
- L'Égypte des grands pharaons : l'histoire et la légende (couronné par le Prix Broquette-Gonin de l'Académie française). Paris : Perrin, 1981.  (ISBN 2-262-00236-3)
- Pouvoir et sagesse selon l'Égypte ancienne. Monaco : Éd. du Rocher, coll. « Gnose », 1981, 183 p.  (ISBN 2-268-00124-5)
- Le Monde magique de l'Égypte ancienne. Monaco : Éd. du Rocher, coll. « Gnose », 1983, 222 p.  (ISBN 2-268-00191-1). Rééd. Paris : Tallandier, coll. « Texto », 06/2019, 231 p.  (ISBN 979-10-210-3916-2)
- L'Égypte ancienne au jour le jour. Paris : Perrin, 1985, 335 p.  (ISBN 2-262-00367-X)
- Les Grands Monuments de l'Égypte ancienne. Paris : Perrin, 1986.
- Le Voyage dans l'autre monde selon l'Égypte ancienne : épreuves et métamorphoses du mort d'après les textes des pyramides et les textes des sarcophages (thèse de IIIe cycle en Études égyptologiques, soutenue à Paris en 1979). Monaco : Éditions du Rocher, coll. « Civilisation et tradition », 1986, 492 p.  (ISBN 2-268-00456-2)
- Le Voyage sur le Nil. Paris : Éditions Perrin, 1987, 141 p.  (ISBN 2-262-00461-7)
- Sur les pas de Champollion. L'Égypte des hiéroglyphes, Éditions d'art Michèle Trinckvel, 1988.
- Le Voyage aux pyramides. Paris : Perrin, 1989, 141 p.  (ISBN 2-262-00639-3)
- Karnak/Louxor. Paris : Pygmalion, 1990, 156 p.  (ISBN 2-85704-327-9)
- La Vallée des rois : histoire et découverte d'une demeure d'éternité. Paris : Perrin, 1992, 342 p.-[8] p. de pl.  (ISBN 2-262-00917-1)
- La Vallée des rois : images et mystères (cartographie de Francis Delabarre). Paris : Perrin, 1993, 131 p.  (ISBN 2-262-00996-1)
- L'Enseignement du sage égyptien Ptahhotep : le plus ancien livre du monde / [présenté et commenté par] Christian Jacq. Paris : La Maison de vie, coll. « Publications de l'Institut Ramsès », 1993, 183 p.  (ISBN 2-909-816-02-8)
- Initiation à l'égyptologie, La Maison de vie, coll. « Publications de l'Institut Ramsès », 159 p., 24 cm. Paris, 1994.  (ISBN 2-909816-06-0)
- Le Petit Champollion illustré : les hiéroglyphes à la portée de tous, ou Comment devenir scribe amateur tout en s'amusant, Robert Laffont, Paris, 1994. 234 p., 23 cm.  (ISBN 2-221-07835-7)
- Les Égyptiennes : portraits de femmes de l'Égypte pharaonique. Paris : Éditions Perrin, 1996, 334 p.-[16] p. de pl.  (ISBN 2-262-01075-7)
- Sur les pas de Ramsès. Paris : Robert Laffont, 1996, 156 p.  (ISBN 2-221-08507-8)
- Jean-François Champollion, Textes fondamentaux sur l'Égypte ancienne, présentés et commentés par Christian Jacq. Fuveau : La Maison de vie, coll. « Égypte », 1996, 168 p.  (ISBN 2-909816-20-6)
- Les Pharaons : racontés par Christian Jacq (avec des dessins de Virginie Servais-Picord, ouvrage pour la jeunesse). Paris : Éditions Perrin, 1996, 157 p.  (ISBN 2-262-01121-4)
- La Sagesse vivante de l'Égypte ancienne [textes traduits de l'égyptien, réunis et présentés par Christian Jacq]. Paris : Éditions Robert Laffont, 1998, 173 p.  (ISBN 2-221-08766-6)
- La Tradition primordiale de l'Égypte ancienne : selon les textes des pyramides [textes choisis, présentés et commentés par Christian Jacq]. Paris : Bernard Grasset, coll. « Les Écritures sacrées », 1998, 318 p.  (ISBN 2-246-53811-4)
- Initiation à l'Égypte ancienne. Fuveau : La Maison de vie, coll. « Égypte », 2000, 205 p.  (ISBN 2-909816-41-9)
- Voyage dans l'Égypte des pharaons avec Christian Jacq. Paris : Éditions Perrin, 2002, 256 p.  (ISBN 2-262-01964-9)
- Les Maximes de Ptah-Hotep : l'enseignement d'un sage au temps des pyramides / édition et traduction Christian Jacq. Paris : La Maison de vie, 2004, 247 p.  (ISBN 2-909816-64-8). Rééd. Paris : MdV Éditeur, 2016, 247 p.  (ISBN 978-2-35599-192-9)
- Les Grands Sages de l'Égypte ancienne. D'Imhotep à Hermès., Librairie Académique Perrin, Tempus, 2009, 247 p.  (ISBN 978-2262030469)
- Le Mystère des hiéroglyphes, Éd. Pierre Marcel Favre, 2010, 136 p.  (ISBN 978-2-8289-1156-0)
- La Légende d'Isis et d'Osiris ou La victoire de l'amour sur la mort, La Maison de vie, 2010. Rééd. MdV Editeur, coll. "Voir l'essentiel" n° 2, 11/2019, 92 p.  (ISBN 978-2-35599-362-6)
- Ces femmes qui ont fait l'Égypte, coéd. XO éditions - J. Éditions, 2018, 349 p.  (ISBN 978-2-37448-062-6). Rééd. Pocket, 02/2021.  (ISBN 978-2-266-29870-4)
- L'Égypte pharaonique T.01 Un royaume de lumière, Éditions XO, 2022, 528 p.  (ISBN 978-2-37671-335-7)
- L'Égypte pharaonique T.02 L'âge d'or des pyramides, Éditions XO, 2023, 456 p.  (ISBN 978-2-37671-205-3)
- L'Égypte pharaonique T.03 De la puissance au crépuscule, Éditions XO, 2024, 448 p.  (ISBN 978-2-37671-498-9)

## Livres ésotériques
- La Franc-maçonnerie : histoire et initiation / avec photographies et dessins de François Brunier. Paris : Robert Laffont, coll. « Les Énigmes de l'univers », 1974, 269 p.-[4] p. de pl. (plusieurs rééditions chez d'autres éditeurs)
- Le Livre des Deux Chemins (symbolique du Puy-en-Velay). Paris : Éd. des Trois Mondes, coll. "Du temps où les pierres parlaient", 1976, 99 p.  (ISBN 2-901037-06-2)
- Le Message des constructeurs de cathédrales, Éditions du Rocher, 1980, J'ai lu, no 2090, coll. « J'ai lu L'Aventure mystérieuse no 2090 », Paris, 1980. 220 p., 17 cm.  (ISBN 2-277-22090-6)
- La Confrérie des Sages du Nord. Monaco : Éd. du Rocher, 1980.
- Le Voyage initiatique ou les trente-trois degrés de la sagesse / dialogues de Christian Jacq avec Pierre Delœuvre ; dessins de Roger Begey. Monaco : Éd. du Rocher, coll. « Gnose », 1986, 184 p.  (ISBN 2-268-00427-9) (réédité notamment en 1996, sous le même titre, dans la collection « La Pierre philosophale », puis en 2003, dans le recueil Trois Voyages initiatiques. rééd. sous le titre Les 33 degrés de la sagesse ou L'initiation des francs-maçons de la Pierre-Franche. Paris : MdV Éditeur, coll. "La franc-maçonnerie initiatique", 2015.  (ISBN 978-2-35599-180-6)
- Trois voyages initiatiques. Paris : XO éditions, 2003, 621 p.  (ISBN 2-84563-114-6) Regroupe les œuvres suivantes :
  - La Confrérie des sages du Nord
  - Le Message des constructeurs de cathédrales
  - Le Voyage initiatique ou les trente-trois degrés de la sagesse

## Œuvres de collaboration
- François Brunier, Christian Jacq et Marcel V. Locquin, L'Astrologie relativiste. Paris : Éditions de Paris, 1971, 365 p.
- Christian Jacq et François Brunier, Le Message des bâtisseurs de cathédrales. Paris : Plon, 1974, 249-[32] p.
- Christian Jacq et François Brunier, Saint-Bertrand-de-Comminges. Paris : Éditions des Trois mondes, coll. « Guides et pèlerinages » no 1, 1975, 77 p.
- Christian Jacq et François Brunier, Saint-Just-de-Valcabrère. Paris : Éditions des Trois mondes, coll. « Guides et pèlerinages » no 2, 1975, 31 p.
- Christian Jacq et Patrice de La Perrière, De sable et d'or : symbolique héraldique, l'honneur du nom. Paris : Éditions des Trois mondes, coll. « Chemins des symboles » no 2, 1976, 271 p.  (ISBN 2-901037-05-4)
- Christian Jacq et Patrice de La Perrière, les Origines sacrées de la royauté française (avec des photos de René-Jean France et des dessins de Françoise Guillaume). Paris : Le Léopard d'Or, coll. « Scriptoria » no 1, 1981, 175 p.-[16] p. de pl.  (ISBN 2-86377-011-X)
- Jan Pilarski, Un espion pour l'éternité, avec la collaboration de Christian Jacq. Monaco : Éditions du Rocher, 1990, 239 p.  (ISBN 2-268-00884-3)
- Collectif, Le Message initiatique des cathédrales (sous la direction de Christian Jacq). Paris : La Maison de vie, 1995, 299 p.  (ISBN 2-909816-14-1)

## Adaptations

### Œuvres pour la jeunesse
Romans
- La Reine Soleil / d'après le roman de Christian Jacq ; adapt. Michel Laporte. Paris : Hachette jeunesse, 332 p.  (ISBN 978-2-01-201417-6)
- La Reine Soleil (vol. 1) / d'après le roman de Christian Jacq ; adapt. Michel Laporte. Paris : Hachette jeunesse, 2007, 157 p. (Le Livre de poche. Le livre de poche jeunesse. Contes, mythes et légendes, no 1286).  (ISBN 978-2-01-322388-1). Rééd. 2008.
- La Reine Soleil (vol. 2) / d'après le roman de Christian Jacq ; adapt. Michel Laporte. Paris : Hachette jeunesse, 2007, 157 p. (Le Livre de poche. Le livre de poche jeunesse. Contes, mythes et légendes, no 1294).  (ISBN 978-2-01-322389-8)
- La Reine Soleil (vol. 3) / d'après le roman de Christian Jacq ; adapt. Michel Laporte. Paris : Hachette jeunesse, 2007, 155 p. (Le Livre de poche. Le livre de poche jeunesse. Contes, mythes et légendes, no 1300).  (ISBN 978-2-01-322390-4)
- La Reine Soleil : l'incroyable destin de deux enfants. Paris : Hachette Jeunesse, coll. "Ma p'tite collec'", oct. 2007, 47 p.  (ISBN 978-2-01-225813-6)

Albums illustrés
- La Reine Soleil / texte Sophie Gudin ; ill. Claire Gandini. Paris : Hachette Jeunesse, 2007, 65 p.  (ISBN 978-2-01-225617-0)
- La Reine Soleil : l'histoire pour les petits / texte Emmanuelle Advenier, Louis Chedid d'après le roman de Christian Jacq ; un film de Philippe Leclerc. Paris : Hachette Jeunesse, 2007, 32 p.  (ISBN 978-2-01-225619-4)
- L'Égypte et la vie des pharaons dans la Reine Soleil / texte Sophie Gudin ; ill. Claire Gandini. Paris : Hachette Jeunesse, 2007, 47 p.  (ISBN 978-2-01-225618-7)

Cahier d'activités
- La Reine Soleil : jeux et activités : décrypter des hiéroglyphes, démasquer des dieux, reconnaître les pharaons.... Paris : Hachette Jeunesse, 2007, 24 p.  (ISBN 978-2-01-225621-7)

### Bandes dessinées
- La Reine soleil : le destin de l'Égypte est entre leurs mains / d'après Christian Jacq et d'après le dessin de Philippe Leclerc ; adaptation Jérôme Billot. Charnay-Lès-Mâcon : Bamboo, mars 2007, 56 p.  (ISBN 978-2-35078-227-0)
- Les Mystères d'Osiris / scénario Maryse Charles et Jean-François Charles ; dessins Benoît Roels
  - Vol. 1 : L'Arbre de vie. Grenoble : Glénat, 2006, 48 p. (Vécu).  (ISBN 2-7234-5279-4)
  - Vol. 2 : L'Arbre de vie (II). Grenoble : Glénat, 2007, 48 p. (Vécu).  (ISBN 978-2-7234-5898-6)
  - Vol. 3 : La Conspiration du mal. Grenoble : Glénat, 2009, 48 p. (Vécu).  (ISBN 978-2-7234-6601-1)
  - Vol. 4 : La Conspiration du mal (II). Grenoble : Glénat, 2011, 48 p. (Vécu).  (ISBN 978-2-7234-7446-7)